# فن الكتابة على الجدران في الضفة الغربية
فن الكتابة على الجدران في الضفة الغربية هو فن شارع يُمارسه مجموعة واسعة من الفنانين الفلسطينيين والعالميين على غرار فن الكتابة والرسم على جدار برلين الذي اشتهر عقب الحرب العالمية الثانية، وفيه يقوم الفنان بالكتابة أو الرسم على الجانب الفلسطيني من الجدار الإسرائيلي العازل بين المدن والقرى التابعة للسلطة الفلسطينيّة وبين المدن التي يسكنها المستوطنون الإسرائيليون في الضفة الغربية، وعادة ما تُعبر الكتابة عن مشاعر العداء التي يكنها هؤلاء الفنانون تجاه جدار الفصل العنصري. يتراوح ارتفاع أجزاء الجدار ما بين 8 إلى 10 أمتار (26 إلى 33 قدمًا) في بعض المناطق لذا يجد الفنانون الفلسطينيون فيه متسعًا للتعبير عن مشاعر الغضب تجاه السياسات الإسرائيليّة العنصرية التي أفرزت جدار الفصل العنصري لتقسيم مدن الضفة الغربية.

## وصف الكتابات على جدران الضفة الغربية
تكون العبارات المكتوبة عادةً باللغة العربيّة أو الإنجليزيّة وتتضمّن عبارات تصف مُعاناة الشعب الفلسطيني في الضفة الغربية تحت الاحتلال إلى جانب شعارات مُناهضة للاحتلال وسياسات التقسيم والفصل العنصري تتخللها بعض الرسوم والأعلام التي تُشير إلى رموز المقاومة مثل رمز القبضة الذي يرمز إلى حركة فتح، وفي بعض الأحيان تتخلل هذه الكتابات أيضًا بعض عبارات الهجاء.
كانت أكثر العبارات المكتوبة انتشارًا على أجزاء جدار الفصل في الضفة الغربية في عام 2017 تُشير إلى معاني الحرية والسلام والمحبة والعدل والتضامن والمقاومة والوحدة والأمل، وأشهرها عبارات "فلسطين الحرة"، و"الله يبارك فلسطين"، و"الله محبة"، كما تضمّنت بعض العبارات المكتوبة هجومًا صريحًا على رؤساء وسياسيي الولايات المتحدة الأمريكية.

## أشهر الفنانين
كان الفنان ورسام الجرافيتي الإنجليزي بانكسي هو أول فنان عالمي معروف يقوم بالرسم على جدران الضفة الغربية في عام 2005، واعتبرت لوحة الجرافيتي التي رسمها على جدار الفصل عند منطقة حاجز قلنديا بعنوان "فتاة البالون الطائرة" بمثابة شكل من أشكال التعاطف الإنساني غير الوطني مع الشعب الفلسطيني. تصور اللوحة فتاة صغيرة تحمل مجموعة من سبعة بالونات وتُحلق أعلى جدار التقسيم.
دفعت لوحة بانكسي الجدارية الكثير من فناني الجرافيتي العالميين لأن يحذو حذوه، وكان من أشهرهم بلو، وإريكايلكين، وباول إنسكت، وفيل، وجي آر، ورون إنجليش، وسام ثري، ونو هوب، وسوون، ولاشوساكس، وجوناثان كيس ليف. وعلى الرغم من روعة لوحة فتاة البالون حكى بانكسي أنّه التقى في الفندق الذي أقام فيه خلال رحلته إلى الضفة الغربية عام 2005 برجل فلسطيني عبر عن إعجابه بجمال اللوحة بسخرية ومرارة قائلا: "عُد إلى وطنك، فأنت تُريد تجميل الجدار ونحن نكره أن يكون هذا الجدار جميلا".

## التأثير
أصبحت مناطق الكتابة على أجزاء جدار الفصل في الضفة الغربية مزارًا سياحيًّا وخاصة تلك الموجودة في منطقة بيت لحم.
وفي سنة 2017 تم افتتاح فندق ذا وولد أوف وتطل غرفه على بعض رسومات الجدار في بيت لحم.

## معرض الصور

لوحة الملائكة لبانكسي - منطقة بيت لحم
بانكسي إلى جانب لوحة جدارية له للزعيم الهندي غاندي - منطقة حاجز قلنديا
لوحة جدارية للشاعر الفلسطيني محمود درويش
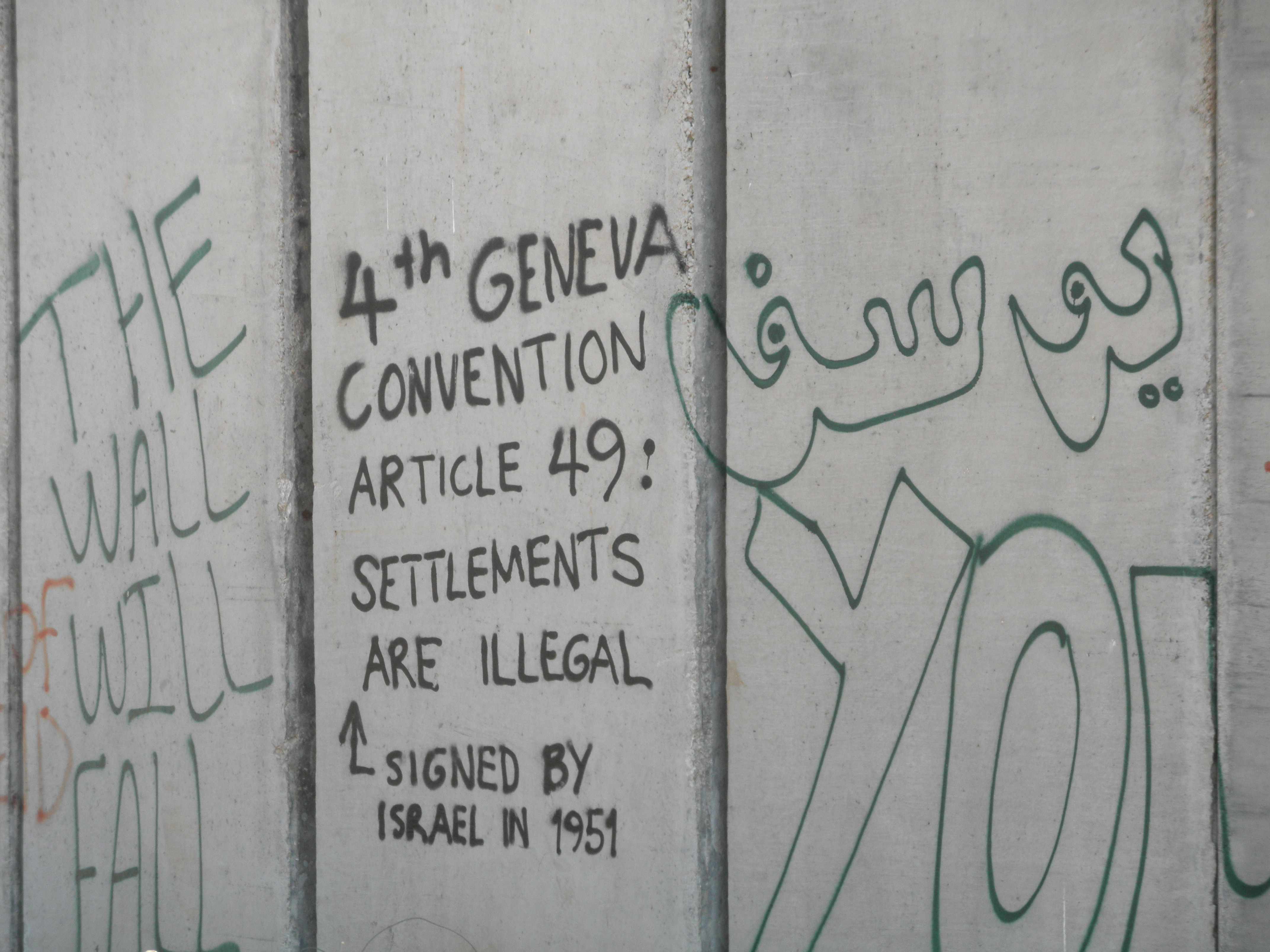
كتابات على الجدران تشير إلى اتفاقية جنيف الرابعة - بالقرب من منطقة نعلين
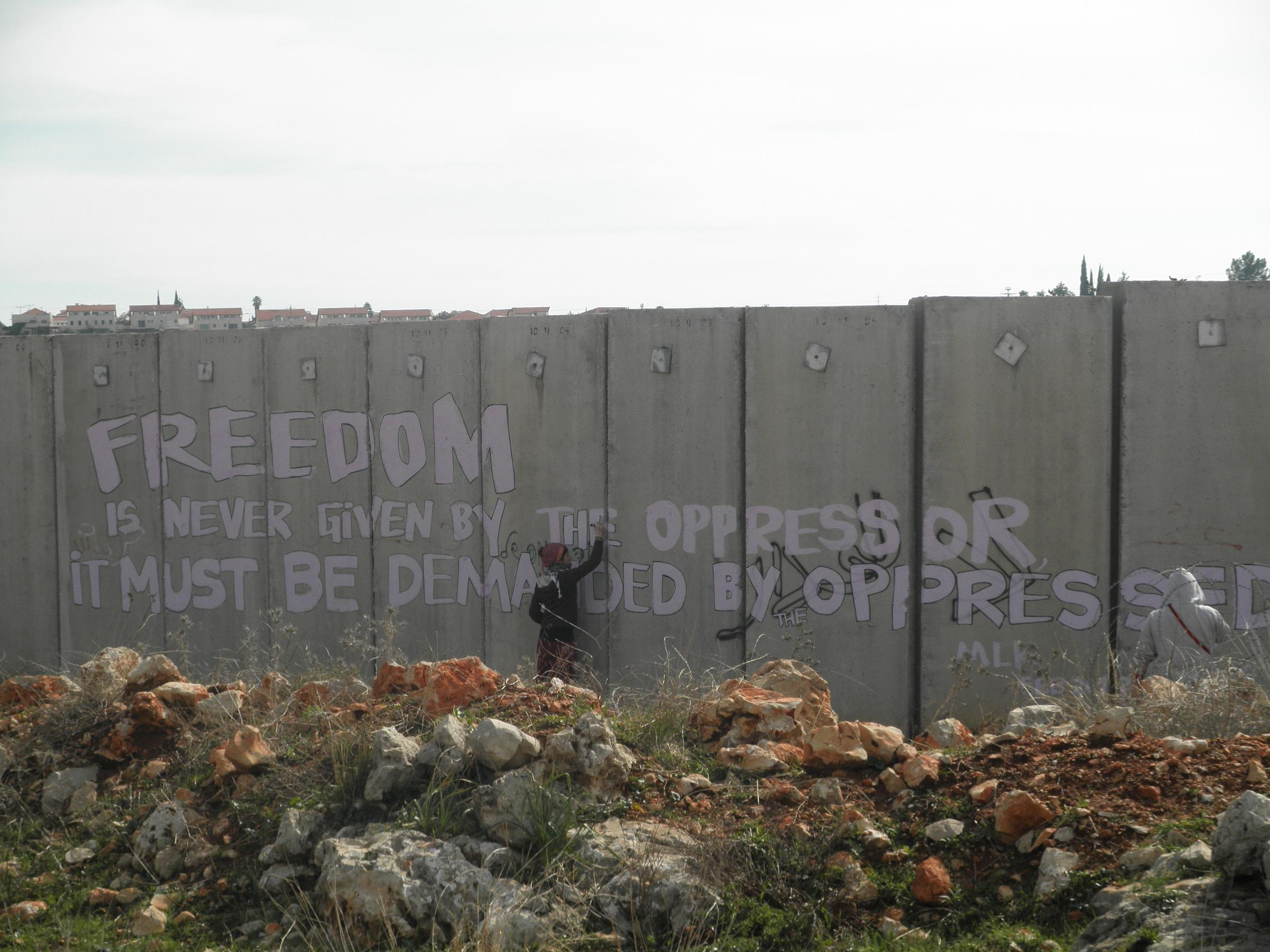
جدارية في الضفة الغربية تتضمن اقتباس من رسالة مارتن لوثر كينغ من سجن برمنغهام - بالقرب من منطقة نعلين
لوحة جدارية تُمثل ياسر عرفات ومروان البرغوثي - في منطقة حاجز قلنديا
جدارية لكلمة فلسطين تظهر المفاتيح الفلسطينية
جدارية تُمثل جنديين إسرائيليين يستهدفان امرأة فلسطينية
جدارية في الضفة الغربية تتضمن عبارة "لا يمكننا أن نعيش لذلك نحن ننتظر الموت"
جدارية في الضفة الغربية تُمثل الناشطة الفلسطينية عهد التميمي
جدارية تصور الصحفية الفلسطينية الشهيدة شيرين أبو عاقلة إلى جانب اقتباس للمناضل الجنوب أفريقي نيلسون مانديلا يقول "لكننا نعلم جيدًا أن حريتنا غير مكتملة بدون حرية الفلسطينيين" - في منطقة بيت لحم، 2022
ثلاث جداريات يعود عهدها إلى عام 2007 لفناني الجرافيتي العالميين رون إنجليش، وفيل، وراي روبنسون
جدارية تمثل المناضل الأرجنتيني إرنستو تشي غيفارا
جدارية تمثل الناشطة الفلسطينية رزان النجار
جدارية أطفال السلام
جدارية تمثل شخصية حنظلة التي اشتهر بها الرسام الفلسطيني المُغتال ناجي العلي
جدارية تمثل المقاومة الفلسطينية ليلى خالد - منطقة بيت لحم
جدارية حنظلة والحرية
جدارية أطفال دلو الرمال لبانكسي - بالقرب من مدينة بيت لحم
جدارية تمثل فتى يخترق برج المراقبة - في بيت لحم
جدارية لرسام الجرافيتي العالمي لوشسوكس
جدارية تمثل نضال الشعب الفلسطيني لنيل حريته
جدارية لبانكسي تعود إلى عام 2005 في الضفة الغربية

## راجع
1. ↑  Leuenberger، Christine (10 يونيو 2009). "PIJ.ORG: The West Bank Wall as Canvas: Art and Graffiti in Palestine/Israel By Christine Leuenberger". PIJ.ORG. مؤرشف من الأصل في 2023-05-01. اطلع عليه بتاريخ 2022-05-27. By using the term "barrier," I adhere to journalistic conventions of avoiding terms favored by one or the other side in a conflict... However, when describing sections of the barrier that are either concrete or fenced, I will use "wall" or "fence" in order to provide the most exact physical description.
2. ↑  Eidelman، Ronen (1 يناير 2011). "The Separation Wall in Palestine: Artists Love to Hate It". Cultural Activism. ص. 95–114. DOI:10.1163/9789042029828_006. ISBN:9789042029811. اطلع عليه بتاريخ 2022-05-27. The common Neutral name is the "separation barrier" and the words fence or wall are used according to the location one is referring to {{استشهاد بكتاب}}: |موقع= تُجوهل (مساعدة)
3. 1 2  Krohn، Z.؛ Lagerweij، J. (2010). Concrete Messages: Street Art on the Israeli-Palestinian Separation Barrier. Scb Distributors. ISBN:978-91-85639-38-0. مؤرشف من الأصل في 2022-05-15. اطلع عليه بتاريخ 2022-05-15.
4. ↑  Ross، J.I. (2016). Routledge Handbook of Graffiti and Street Art. Routledge International Handbooks. Taylor & Francis. ص. 635. ISBN:978-1-317-64585-6. مؤرشف من الأصل في 2022-05-15. اطلع عليه بتاريخ 2022-05-15.
5. ↑  Natalie Amador Solis: Street Art in Israel and Palestine: The Significance of Art on the Streets of Jerusalem, Tel Aviv, and Bethlehem, Photograph Catalog نسخة محفوظة 2022-08-02 على موقع واي باك مشين.
6. 1 2  Ball، Anna (2013). "Impossible Intimacies: Towards a Visual Politics of "Touch" at the Israeli-Palestinian Border". في A. Valassopoulos (المحرر). Arab Cultural Studies: History, Politics and the Popular. Taylor & Francis. ص. 71–72. ISBN:978-1-317-98105-3. مؤرشف من الأصل في 2023-03-14. اطلع عليه بتاريخ 2022-05-15.
7. ↑  Parry، W. (2011). A gainst the Wall: The Art of Resistance in Palestine. Chicago Review Press, Incorporated. ISBN:978-1-56976-858-7. مؤرشف من الأصل في 2022-05-15. اطلع عليه بتاريخ 2022-05-15.
8. ↑  https://observers.france24.com/ar/20170313-%D8%B3%D9%8A%D8%A7%D8%AD%D8%A9-%D8%A7%D9%84%D8%AD%D8%B1%D8%A8-%D9%81%D9%86%D8%AF%D9%82-%D8%A8%D8%A7%D9%86%D9%83%D8%B3%D9%8A-%D8%A8%D9%8A%D8%AA-%D9%84%D8%AD%D9%85-%D8%BA%D8%B6%D8%A8-%D9%81%D9%84%D8%B3%D8%B7%D9%8A%D9%86%D9%8A%D9%88%D9%86 نسخة محفوظة 2017-03-16 على موقع واي باك مشين.
9. ↑  عن ويكيبيديا الإنجليزية